# Tatjana Patitz
Tatjana Patitz, née le  25 mars 1966 à Hambourg et morte le 11 janvier 2023 à Santa Barbara (États-Unis), est un mannequin et une actrice allemande. 
Elle est, de la fin des années 1980 et au début des années 1990, l'un des mannequins les plus présents dans les médias, faisant partie des Supermodels de l'époque.

## Biographie
Tatjana Patitz a été élevée à Skanör en Suède. Elle participe à l’âge de 14 ans à l’Elite Model Look 1983, ce qui la révèle[source insuffisante]. Elle part à Paris pour commencer une carrière de mannequin. Elle apparaît en 1987 dans le clip Skin Trade de Duran Duran, et en 1988 dans le film publicitaire Refrigerator pour les jeans Levi's 501.
Entre-temps Tatiana Patitz est entrée dans la légende des Supermodels, les mannequins les plus demandés et donc les plus célèbres, s'affichant sur des centaines de couvertures de magazines du monde entier. Elle est entre autres immortalisée par le photographe Peter Lindbergh, aux côtés d'autres top-models comme Estelle Lefébure, Linda Evangelista ou Christy Turlington. Elle pose de nombreuses autres fois pour le photographe allemand, notamment pour le calendrier Pirelli 1996.
En 1990, elle gagne la Californie pour tenter une carrière au cinéma. Elle interprète ainsi un second rôle marquant, en tant que victime du polar Soleil levant (1993), aux côtés de Sean Connery et Wesley Snipes. Par la suite, elle fait une apparition dans le film Prêt-à-Porter de Robert Altman et enchaîne quelques rôles mineurs dans des films, séries ou clips. Elle n'a plus tourné depuis 2000. 
En 2004, Tatjana Patitz accouche d'un petit garçon nommé Jonah. Elle vit en Californie entourée d'animaux et se déclare écologiste.
À partir de l'automne 2009, Tatjana Patitz est la nouvelle égérie de la marque italienne de mode Marina Rinaldi.

### Mort
Le 11 janvier 2023, Tatjana Patitz meurt d’un cancer du sein métastasé à l’âge de 56 ans,,.